# Rennosuke Kawana
Rennosuke Kawana (japanisch 川名 連介 Kawana Rennosuke; * 18. Februar 2002 in der Präfektur Kanagawa) ist ein japanischer Fußballspieler.

## Karriere
Rennosuke Kawana erlernte das Fußballspielen in der Universitätsmannschaft der Sanno University. Seinen ersten Vertrag unterschrieb er am 1. Februar 2024 beim Tochigi SC. Der Verein aus Utsunomiya, einer Stadt in der Präfektur Tochigi, spielte in der zweiten Liga, der J2 League. Sein Zweitligadebüt gab Kawana am 6. Mai 2024 (14. Spieltag) im Heimspiel gegen Fujieda MYFC. Bei der 0:1-Heimniederlage wurde er in der 82. Minute für Sora Kobori eingewechselt. In seiner ersten Profisaison bestritt er 13 Zweitligaspiele. Am Ende der Saison 2024 belegte er mit dem Tochigi SC den 18. Tabellenplatz und musste somit in die dritte Liga absteigen.